# 한국폴리텍IV대학 대전캠퍼스
한국폴리텍IV대학 대전캠퍼스(韓國폴리텍四大學 大田캠퍼스,영어: Korea Polytechnic IV Daejeon Campus)는 한국폴리텍IV대학의 본부이며, 1994년 2월 전신인 대전기능대학으로 설립 이후, 2011년, 취업률이 98%로 충청권에 있는 대학 중에서 1위이며, 아산캠퍼스, 청주캠퍼스, 홍성캠퍼스, 바이오대학과 같이 취업률이 상위권에 있는 대학이다. 슬로건은 '평생기술로 평생직업을'이고, 한국폴리텍대학 최초로 F·L System을 개발하고 최초로 사용한 지역이다.

## 연혁
- 1994년 2월 대전기능대학 설립
- 1996년 2월 다기능기술자와 기능장 과정 첫 졸업생을 배출
- 2000년 3월 멀티미디어과 설립
- 2006년 야간 학부 폐지
- 2006년 3월 공공교육훈련기관의 인프라 역량 강화라는 국가산업인력정책에 따라 충청 권역의 기능대학과 직업전문학교가 한국폴리텍4대학으로 통합되면서 본부대학이 되었다.
- 2011년 2월 10년 연속 취업률 98% 달성
- 2011년 3월 현재 5개학과로 변경(1년제는 2개학과)

## 학과
2011년, 현재 학과는 7개가 있으며(기능사과정 포함), 1,000여명이나 있던 학생 수가 492여명으로 줄어들었다.

### 정보통신시스템과보관됨2020-08-11 -웨이백 머신
IoT 및 유·무선통신 기반 통신시스템 중심의 하드웨어 및 소프트웨어 응용기술을 통한 시스템구축, 네트워크 설계 운용 및 보안 관리, 응용 소프트웨어를 개발을 할 수 있는 현장실무 중심의 전문기술인 양성 학과이다.

### 스마트소프트웨어과
기존의 멀티미디어과를 변경된과이다. 미디어콘텐츠와 웹콘텐츠 등 다양한 영상을 만드는 학과이다.

### 로봇자동학과
자동화의 전문지식을 기초로 하면서 로봇의 자동화기계 시스템을 효율적으로 설계, 제작하는 학과이다.

### 전기전자제어과
기존의 전기계측제어과와 전자과를 합한 학과이다. SG는 스마트그리드의 약자이다. 차세대 전력IT전문가를 양성하는 대한민국 최초의 SG전기전자제어과 학과이다.

### 컴퓨터응용기계과
컴퓨터응용기계과와 컴퓨터응용금형과가 있었으나, 컴퓨터응용기계과로 흡수하여 하나의 학과로 변경하였다.

### 녹색산업설비과
기존의 산업설비자동화과를 변경된과이다. 수처리플랜트 기술과 신재생에너지를 다기능기술자양성을 목표로 한다.

## 1년과정
전기계측제어/전기시스템제어과와 컴퓨터응용기계과 있으며 대학 미 졸업자 등 지원을 할 수 있으며, 입학특전이 부여되고, 국가기술자격증 필기 1회가 면제된다.

## 건축물

### 제1공학관
2011년 2월 8일에 설립하여 신기술인력양성을 위한 현대실습실 및 첨단강의실이다. 장기적인 경쟁력 향상과 학생들에게 부족한 교육 공간 제공을 위해 1만 1752m2 부지에 8층 규모로 지어진 제1공학관은 학과 실습실은 물론 영화감상실, 휴게실, 서고 등 학생복지를 위한 공간도 마련돼 있으며 취업정보실, 경력개발센터도 들어선다. 노후화된 구건축물을 개축하고 교육환경을 개선함으로써 산업인력 양성의 대표적 중심대학으로의 21세기 동북아 시대의 주역이 될 멀티테크니션을 양성하는 동시에 지역사회발전과 국가경쟁력을 강화하는 한국폴리텍IV대학을 형상화하기 위해 준공됐다. 수업이 실시되고 있는 학과는 SG전기전자제어과, 로봇자동학과, 디지털콘텐츠과이다.

## 같이 보기
- 대한민국의 교육